# Dompierre-sur-Mont
Dompierre-sur-Mont és un municipi francès situat al departament del Jura i a la regió de Borgonya - Franc Comtat. L'any 2007 tenia 228 habitants.

## Demografia

### Població
El 2007 la població de fet de Dompierre-sur-Mont era de 228 persones. Hi havia 82 famílies de les quals 16 eren unipersonals (8 homes vivint sols i 8 dones vivint soles), 23 parelles sense fills, 39 parelles amb fills i 4 famílies monoparentals amb fills.
La població ha evolucionat segons el següent gràfic:
Habitants censats

### Habitatges
El 2007 hi havia 101 habitatges, 87 eren l'habitatge principal de la família, 6 eren segones residències i 8 estaven desocupats. 95 eren cases i 5 eren apartaments. Dels 87 habitatges principals, 75 estaven ocupats pels seus propietaris i 12 estaven llogats i ocupats pels llogaters; 6 tenien dues cambres, 7 en tenien tres, 15 en tenien quatre i 59 en tenien cinc o més. 71 habitatges disposaven pel capbaix d'una plaça de pàrquing. A 39 habitatges hi havia un automòbil i a 43 n'hi havia dos o més.

### Piràmide de població
La piràmide de població per edats i sexe el 2009 era:
| Homes | Edats   | Dones |
| ----- | ------- | ----- |
| 4     | 95 o +  | 0     |
| 0     | 90 a 94 | 0     |
| 0     | 85 a 89 | 0     |
| 0     | 80 a 84 | 0     |
| 4     | 75 a 79 | 4     |
| 4     | 70 a 74 | 0     |
| 0     | 65 a 69 | 0     |
| 16    | 60 a 64 | 8     |
| 4     | 55 a 59 | 4     |
| 8     | 50 a 54 | 4     |
| 4     | 45 a 49 | 8     |
| 0     | 40 a 44 | 4     |
| 8     | 35 a 39 | 12    |
| 12    | 30 a 34 | 8     |
| 0     | 25 a 29 | 0     |
| 12    | 20 a 24 | 4     |
| 0     | 15 a 19 | 4     |
| 16    | 10 a 14 | 8     |
| 12    | 5 a 9   | 8     |
| 0     | 0 a 4   | 0     |

## Economia
El 2007 la població en edat de treballar era de 141 persones, 105 eren actives i 36 eren inactives. De les 105 persones actives 100 estaven ocupades (53 homes i 47 dones) i 5 estaven aturades (2 homes i 3 dones). De les 36 persones inactives 17 estaven jubilades, 10 estaven estudiant i 9 estaven classificades com a «altres inactius».

### Ingressos
El 2009 a Dompierre-sur-Mont hi havia 84 unitats fiscals que integraven 229 persones, la mediana anual d'ingressos fiscals per persona era de 15.902 €.

### Activitats econòmiques
Dels 8 establiments que hi havia el 2007, 2 eren d'empreses de fabricació d'altres productes industrials, 3 d'empreses de comerç i reparació d'automòbils, 1 d'una empresa d'hostatgeria i restauració, 1 d'una empresa immobiliària i 1 d'una empresa classificada com a «altres activitats de serveis».
L'únic servei als particulars que hi havia el 2009 era un taller de reparació d'automòbils i de material agrícola.
L'any 2000 a Dompierre-sur-Mont hi havia 9 explotacions agrícoles que ocupaven un total de 198 hectàrees.

## Poblacions més properes
El següent diagrama mostra les poblacions més properes.